# Bacino di Aquitania

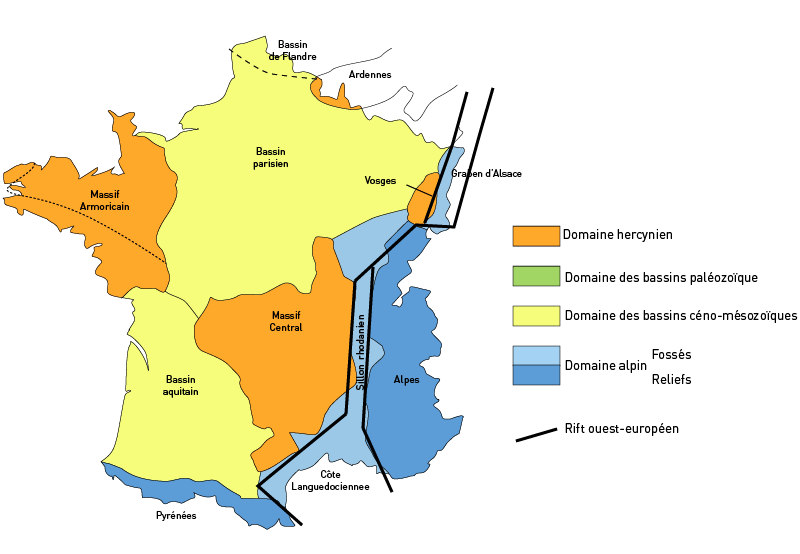
Nei domini geologici della Francia, il bacino di Aquitania occupa la porzione sudoccidentale.

Il bacino di Aquitania, che ha un'estensione di 66.000 km2, è il secondo più grande bacino sedimentario della Francia, dopo il bacino parigino. Si è formato tra il Mesozoico e il Cenozoico, e occupa una vasta porzione del quadrante sudoccidentale del paese.
Il suo nome deriva dalla regione francese dell'Aquitania.

## Caratteristiche
Il basamento cristallino su cui poggia, formatosi durante l'orogenesi ercinica, si è appianato durante il Permiano e entrò poi in una fase di subsidenza all'inizio del Triassico. Nel bacino di Parentis e nel bacino subpireneo, entrambi sottobacini dell'Aquitania, il basamento è ricoperto da 11.000 m di sedimenti.
Il bacino di Aquitania ha una forma vagamente a imbuto, con l'apertura rivolta verso l'oceano Atlantico di cui segue per circa 330 km la pressoché dritta linea costiera, continuando poi nel mare lungo il margine continentale. 
A sud è delimitato per 350 km dalla catena montuosa dei Pirenei; a sudest il bacino raggiunge la Seuil de Naurouze (o Seuil du Lauragais) tra la Montagne Noire a nord e Mouthoumet a sud. Appena a ovest di Narbona, al bacino si sovrappongono i sovrascorrimenti pirenaici. Il margine nordest del bacino è formato dagli affioramenti arcuati del Massiccio Centrale. A nordest, attraverso la Seuil du Poitou larga 100 km, il bacino si connette al bacino di Parigi. A nord il bacino confina con il basamento ercinico della Vandea, che è la parte più meridionale del Massiccio armoricano.